# Нубијска пустиња
Нубијска пустиња се налази између десне обале Нила и леве обале Црвеног мора у северном делу Судана и северне Еритреје и представља источни наставак Сахаре. Захвата површину од око 50.000 km². У пустињи нема оаза и падавине су изузетно ретке, али ипак егзистира неколико повремених токова — Вади Око и Вади Хидиглиб. Према типу подлоге спада у песковите пустиње.
Кроз ову пустињу протиче и река Нил на којој су древни Нубијци продавали злато, камен, тканину и остале производе трговцима из Египта. Највећи град нубијске пустиње је Порт Судан, на источном крају пустиње, на Црвеном мору. Остали важнији градови су Атбара на истоименој реци, као и Масава, исто на Црвеном мору и Абидија на реци Нил.